# CVS Ferrari
Pour les articles homonymes, voir CVS (homonymie) et Ferrari.

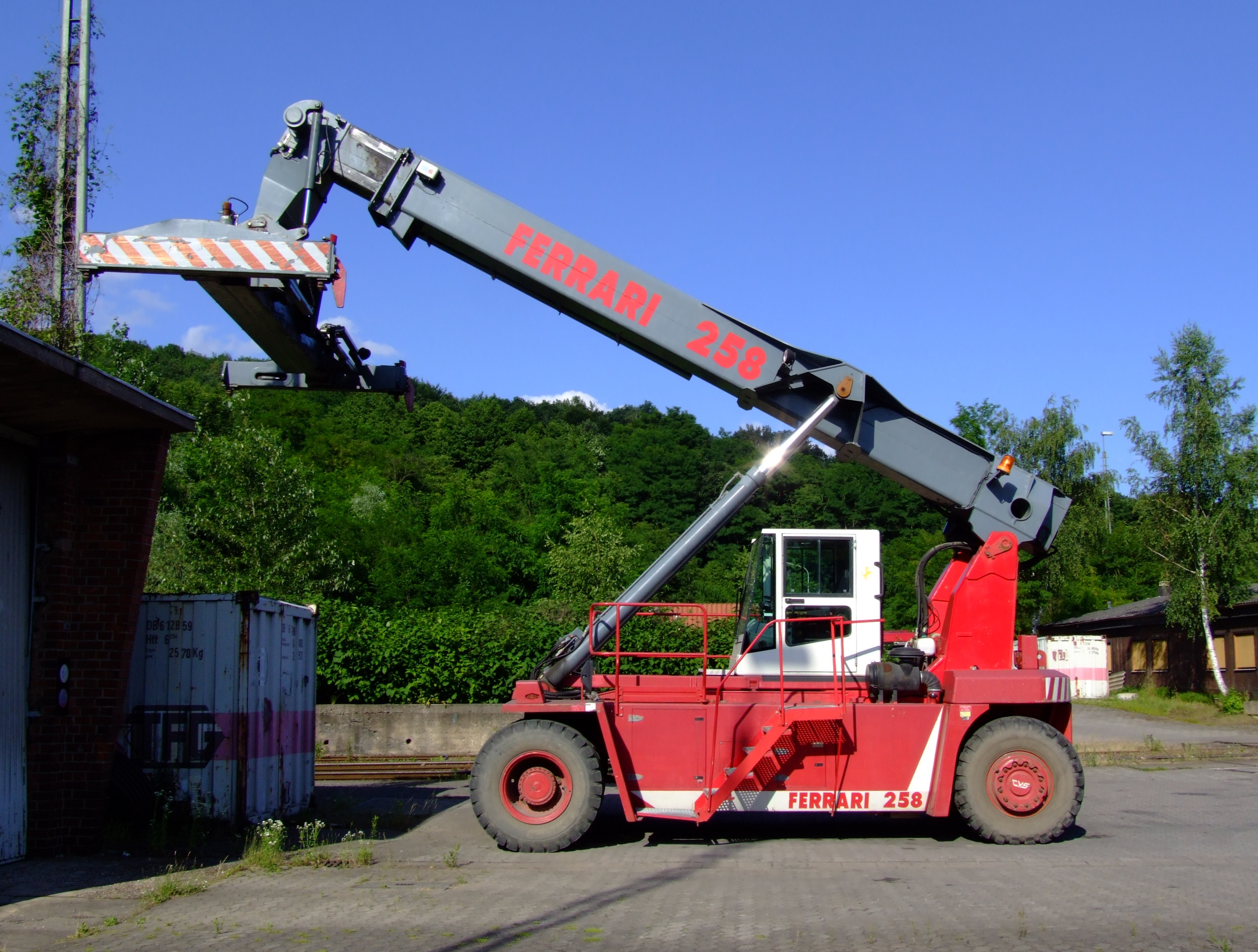
Chariot pour la manutention de conteneurs Ferrari 258.

CVS Ferrari est une société de construction d'appareils de levage et manutention de conteneurs pour sites industriels et ports. La société italienne est implantée à Roveleto di Cadeo, dans la province de Plaisance en Lombardie.

## Histoire
La société CVS Ferrari a été créée en 1973 par les frères Lorenzo, Giuseppe & Luciano Ferrari qui ont débuté leur activité dès 1974 avec la conception et la fabrication de grues et de véhicules spéciaux. À partir de 1982, CVS Ferrari se spécialise dans les engins de manutention et de transport pour les terminaux ferroviaires et portuaires en construisant des grues pour manutentionner des conteneurs. 
En 1990, elle devient un des spécialistes mondiaux dans le domaine des Top Loaders.

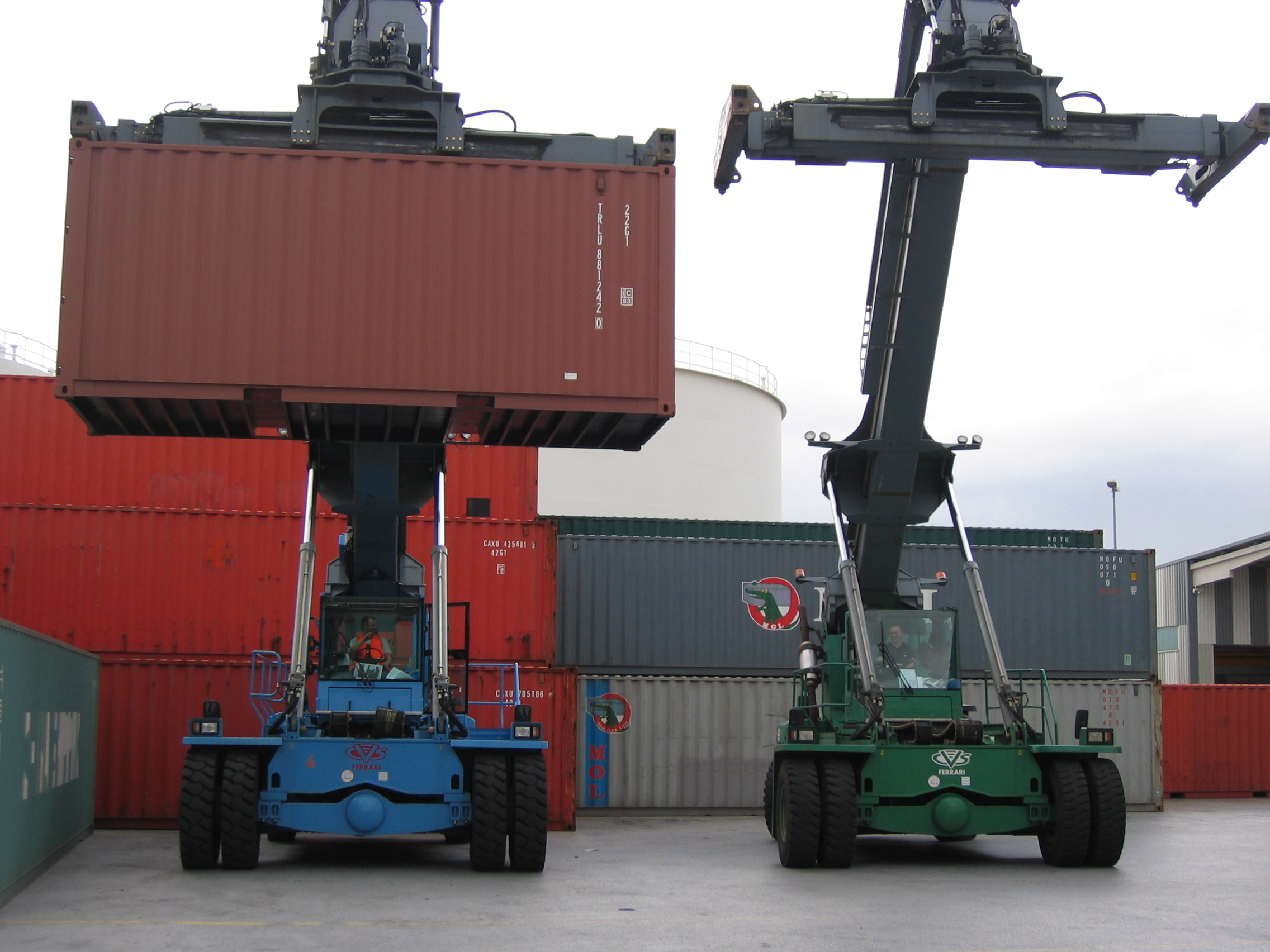
Chariots pour la manutention de conteneurs CVS Ferrari.

En 1993, Ferrari lance la première famille de "Reach Stacker", le modèle Ferrari 100. La deuxième génération suivra en 1997. En 2001, la société signe un accord de coopération avec les sociétés Taylor et Komatsu, ce qui propulse CVS Ferrari en tête des fabricants mondiaux de Reach Stackers.
En 2002, CVS Ferrari rachète son compatriote et concurrent Belotti, le créateur du Reach Stacker en 1976. Belotti avait aussi inventé le chariot portique pour conteneurs en 1969.
En 2004, CVS Ferrari rachète la société Papalini, concessionnaire du concurrent Kalmar pour l'Italie et crée CVS Service.
En novembre 2016, le groupe CVS Ferrari est racheté par le groupement italien comprenant la holding financière Finint Partners SpA et le groupe industriel Battioni & Pagani SpA.

## Les entreprises du groupe

### Belotti S.p.A.
L'histoire de la société Belotti S.p.A. commence en 1947, date à laquelle la société a été le premier constructeur à concevoir et à réaliser des équipements de manutention mobiles spécifiquement destinés aux zones portuaires. La société avait installé son site de fabrication sur le quai Ponte Canepa.

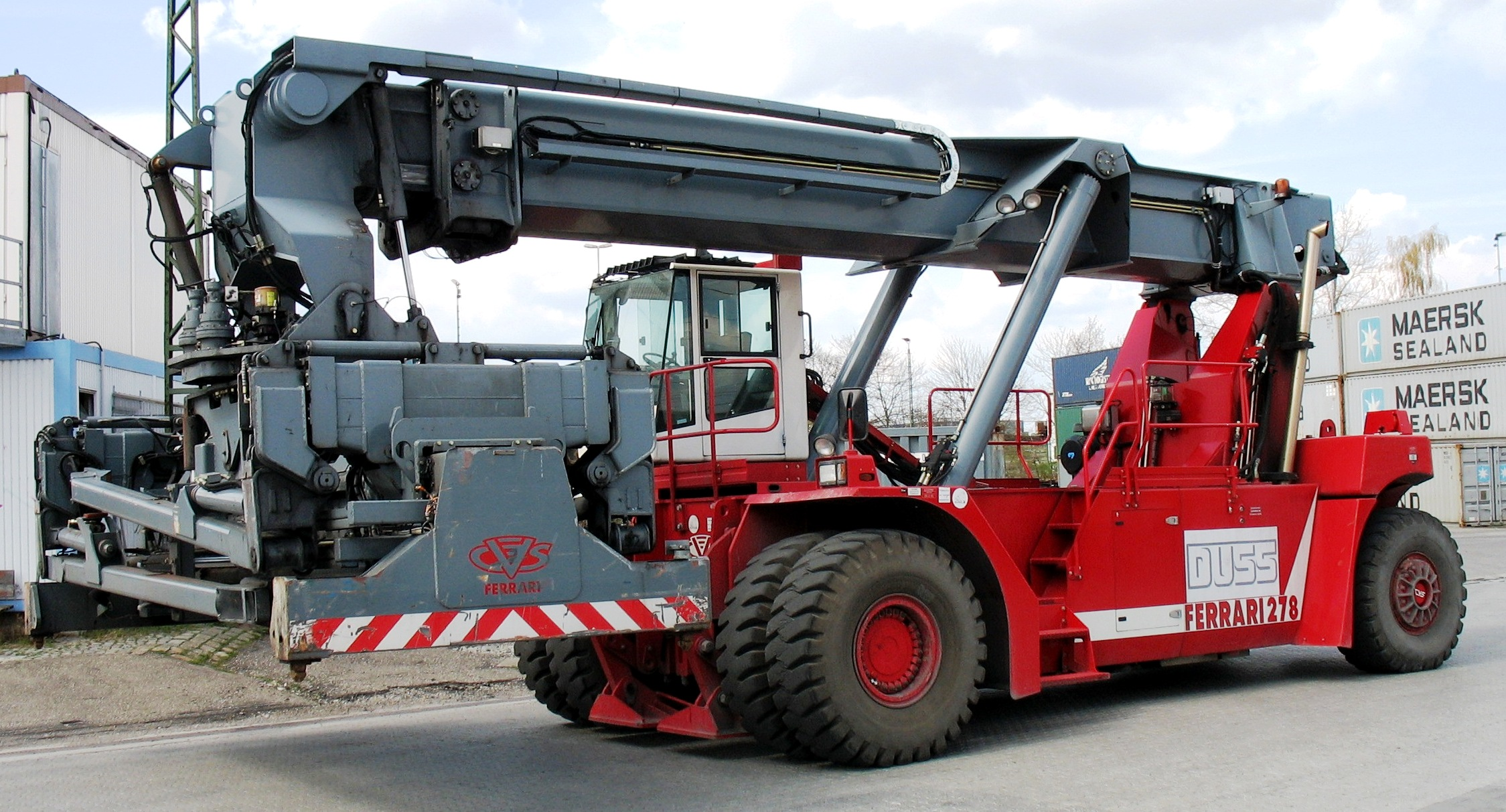
Grue pour la manutention de conteneurs CVS Ferrari 278.

En 1952, la société Belotti S.p.A. a fabriqué la première grue capable de soulever et de transporter des avions militaires. En 1967, elle présente le premier chariot « straddle » de manutention de conteneurs avec levage latéral.
Le premier transporteur aérien d'une capacité de cent tonnes a été livré en 1967. Depuis, Belotti a livré des machines aux forces armées dans le monde entier.
Durant ses 50 premières années d'expérience, l'entreprise a fourni plus de 1.200 machines dans le monde entier. Belotti a développé et breveté un empileur mobile de conteneurs.
En juillet 2002, Belotti S.p.A. a été racheté par la société CVS Ferrari du groupe italien Ferrari. Cette acquisition a permis au Groupe Ferrari de devenir un acteur mondial de référence pour les équipements portuaires, ferroviaires et de manutention spécialisés grâce à leur avance technologique en la matière.
L'union des fabrications CVS Ferrari et Ferrari Belotti permet actuellement au constructeur de fournir à ses clients la gamme la plus complète d'équipements de manutention: tracteurs, tracteurs terminaux et rouliers, remorques, fourches de 10 à 45 tonnes, chariots élévateurs pour chargement de conteneurs chargés / vides, Cont-runners, chariots portiques, chariots de manutention de bobines d'acier, transporteurs d'avions militaires, tombereaux pour mines, grues mobiles, transporteurs de conteneurs en terrains accidentés.

### CVS Service
CVS Service est une société de service qui assure le service après-vente et la maintenance partout en Italie et dans le monde sur les machines CVS Ferrari, Ferrari-Belotti et Kalmar. de plus, CVS Sercice assure l'assistance technique des chariots élévateurs Still en Toscane.
CVS Service a été certifiée ISO 9001/2000 et est également certifiée, comme sa société mère, par l'organisme R.I.N.A.
CVS Ferrari a racheté CVS Service en 2004. Son siège social est à Prato, près de Florence, en Toscane. Ses principales activités sont:
- la recherche, le développement, l'assemblage, l'installation, la vente et la location de chariots élévateurs à fourche, de véhicules spéciaux, de machines, de systèmes technologiques pour le levage et le déplacement de charges. Toutes ces activités sont gérées par CVS Service à la fois sur demande du constructeur ou sur demande de clients,
- l'organisation du système de gestion logistique et intégrée des machines et équipements précités,
- les activités de service telles que la réparation, l'entretien, la révision, les conseils techniques et juridiques concernant les machines.

### Battioni & Pagani
Battioni & Pagani, copropriétaire de la société CVS Ferrari avec la holding financière italienne Finint, est un groupe industriel comprenant deux secteurs d'activité :
- Battioni Pagani Pompe - fabricant de pompes depuis 1950 pour le secteur agricole et industriel, 18.000 unités produites chaque année, certifiée ISO 9002, et ISO 9001/2000,
- BP handling Technologies - important constructeur de chariots élévateurs latéraux depuis 1959. L’expérience, la technologie et le volume des ventes font de cette entreprise le leader mondial de la spécialité.

B&P dispose d'une très vaste gamme de chariots élévateurs latéraux à moteurs diesels pour des charges allant de 3 à 50 tonnes, électriques de 2 à 7 tonnes, 4-WAY diesel de 4 à 8 tonnes et multidirectionnels électriques de 2 à 4 tonnes. 
B&P est une entreprise certifiée ISO 9001 qui vend plus de 10.000 chariots élévateurs dans 80 pays dans le monde.